# Carsten Fredgaard
Carsten Fredgaard est un footballeur danois, né le 20 mai 1976 à Hørsholm au Danemark. Il évolue comme milieu gauche.

## Biographie
Après la fin de sa carrière professionnelle en 2011, il rejoint le club amateur du Hellerup IK.

## Sélection nationale
Carsten Fredgaard a connu sa seule sélection internationale lors d'un match amical, le 18 août 1999 pour un match nul (0-0) face aux Pays-Bas.

## Palmarès
FC Copenhague
- Champion du Danemark (2) : 2003, 2006

 Randers FC
- Vainqueur de la Coupe du Danemark (1) : 2006